# Quinzième (musique)

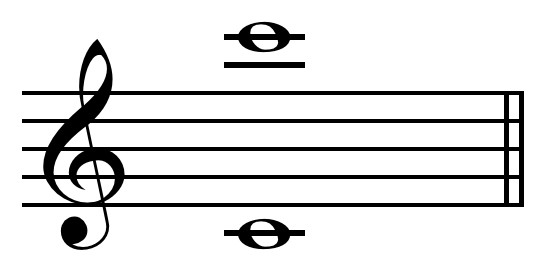
Un quinzième parfait do-do.

En musique, un quinzième est un intervalle de deux octaves. Il est appelé quinzième car dans la gamme diatonique, il y a quinze notes entre les deux notes. Il est également dénommé double octave. C'est un intervalle composé.